# Richard Trautmann
Pour les articles homonymes, voir Trautmann.
Richard Trautmann, né le 7 février 1969 à Munich, est un judoka allemand. Il est médaillé de bronze olympique à deux reprises, en 1992 et en 1996 en catégorie des moins de 60 kg.

## Palmarès international
| Année | Compétition           | Lieu      | Résultat | Catégorie      |
| ----- | --------------------- | --------- | -------- | -------------- |
| 1992  | Jeux olympiques       | Barcelone | 3e       | Moins de 60 kg |
| 1993  | Championnats du monde | Hamilton  | 3e       | Moins de 60 kg |
| 1996  | Jeux olympiques       | Atlanta   | 3e       | Moins de 60 kg |